# Двоїстість (теорія порядку)
Принцип двоїстості в частково впорядкованій множині: 
якщо правильна яка-небудь теорема про частково впорядковану множину, сформульована в загально-логічних термінах і термінах порядку, то вірна і двоїста до неї теорема.
Для отримання теореми, двоїстої до даної, всі вислови і поняття, що відносяться до порядку, замінюються на двоїсті (тобто всі знаки порядку < замінюються на >, і навпаки), а загально-логічні терміни залишаються без змін.
Теорема (принцип двоїстості).

Відношення, обернене до відношення часткового порядку, теж буде відношенням часткового порядку.
Доведення.
Нехай R-1 – відношення, обернене до відношення часткового порядку R.
Покажемо, що R-1 є відношенням часткового порядку.
1. рефлексивність: оскільки I⊆R, то I = I-1⊆ R-1
2. транзитивність: якщо R◦R ⊆ R, то R-1◦R-1 = (R◦R)-1⊆ R-1.
3. антисиметричність: якщо R∩R-1⊆ I (умова антисиметричності), то R-1∩R ⊆ I

Відношення часткового порядку R-1 називається двоїстим до відношення часткового порядку R. Відношення ≤-1позначається ≥ і a≤-1b означає a≥b. Якщо a≤b або b≤a, то a, b називаються елементами, що порівнюються відносно порядку ≤. 
Із справедливості деякого твердження для конкретної частково впорядкованої множини (або для конкретного класу частково впорядкованої множини ) ще не витікає справедливість двоїстого твердження для цієї множини. Так, частково впорядкована множина може мати найменший елемент, але не мати найбільшого, вона може задовольняти умові мінімальності, але не задовольняти умові максимальності. Справедливість принципу двоїстості витікає з того, що відношення, зворотне до часткового порядку, саме є частковим порядком. Інколи під принципом двоїстості розуміють саме це твердження.

## Приклади
Є велика кількість прикладів для понять, які є двоїстими:
- Максимальні та мінімальні елементи
- Верхня та нижня межа
- Найбільший та найменший елемент
- Інфімум та супремум
- Поєднання та зустріч
- Замкнена вверх множина та замкнена вниз множина (верхня та нижня)
- Спрямована вверх множина та спрямована вниз множина
- Ідеал та фільтр